# Devínske Karpaty

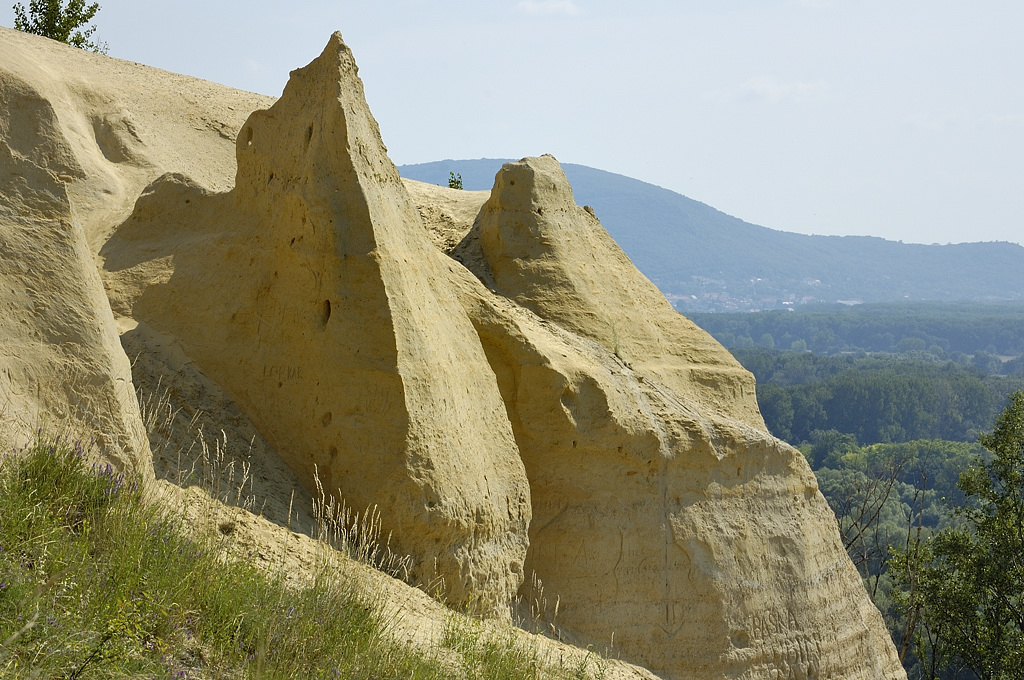
Sandberg, Thebener Karpaten

Die Devínske Karpaty (deutsch wörtlich: „Thebener“ oder „Deviner Karpaten)“ sind der südwestlichste Abschnitt der Kleinen Karpaten, eines in der Slowakei gelegenen Gebirges. Gleichzeitig stellen sie auch den Anfang des Karpatenbogens dar. Das Gebiet ist teilweise dem Landschaftsschutzgebiet „Malé Karpaty“ zugehörig.
Namensgebend für dieses Teilgebirge sind die Burg Devín und die dazugehörige Gemeinde Devín. Begrenzt wird es durch das Tal des Flusses March im Westen, das Donautiefland im Osten, die Donau im Süden und die Pezinské Karpaty, ein weiteres Teilgebirge der Kleinen Karpaten, im Norden. Höchster Berg ist der Devínska Kobyla mit 514 m.
Am Fuß der Devínske Karpaty liegt die slowakische Hauptstadt Bratislava. Des Weiteren ist hier ein bedeutsames slowakisches Weinbaugebiet (Malokarpatská vinohradnícka oblasť) anzutreffen.